# Campeonato Mineiro 1927
In 1927 werd het dertiende Campeonato Mineiro gespeeld voor voetbalclubs uit de Braziliaanse staat Minas Gerais. De competitie werd gespeeld van 15 mei tot 7 december en werd georganiseerd door de Liga Mineira de Desportos Terrestres. Atlético werd kampioen.

## Eindstand
| Plaats | Club             | Wed. | W  | G | V | Saldo | Ptn. |
| ------ | ---------------- | ---- | -- | - | - | ----- | ---- |
| 1.     | Atlético         | 12   | 10 | 1 | 1 | 56:14 | 21   |
| 2.     | América          | 12   | 9  | 1 | 2 | 51:21 | 19   |
| 3.     | Villa Nova       | 10   | 8  | 0 | 2 | 35:13 | 16   |
| 4.     | Palestra Itália  | 12   | 7  | 1 | 4 | 44:29 | 15   |
| 5.     | Calafate         | 10   | 4  | 1 | 5 | 16:21 | 9    |
| 6.     | Sete de Setembro | 10   | 3  | 2 | 5 | 20:35 | 8    |
| 7.     | Retiro           | 10   | 2  | 4 | 4 | 16:25 | 8    |
| 8.     | Palmeiras        | 10   | 3  | 0 | 7 | 14:32 | 6    |
| 9.     | Alves Nogueira   | 10   | 2  | 2 | 6 | 13:33 | 6    |
| 10.    | Syrio            | 10   | 2  | 1 | 7 | 16:35 | 5    |
| 11.    | Guarany FBC      | 10   | 1  | 1 | 8 | 17:40 | 3    |

|  | Kampioen |

## Kampioen
| Campeonato Mineiro de 1927 |
| -------------------------- |
| ATLÉTICO (3º Titel)        |